# Myoxomorpha
Myoxomorpha – rodzaj chrząszczy z rodziny kózkowatych. 

## Zasięg występowania
Przedstawiciele tego rodzaju występują w Ameryce Południowej i Środkowej, od Panamy na północy po Boliwię i Paragwaj na południu.

## Systematyka
Do Myoxomorpha zaliczane są 4 gatunki:
- Myoxomorpha alvarengorum
- Myoxomorpha funesta
- Myoxomorpha seabrai
- Myoxomorpha vidua